# Kathleen Shannon
Kathleen Ann Shannon (nascida em 20 de setembro de 1964) é uma ex-ciclista australiana.
Ela foi a vencedora do campeonato australiano de estrada em 1990 e 1991. Shannon ganhou uma medalha de bronze na prova de estrada nos Jogos da Commonwealth de 1990. Ela também competiu na prova de estrada nos Jogos Olímpicos de Verão de 1988 e de 1992.